# Hans-Joachim Woitowitz

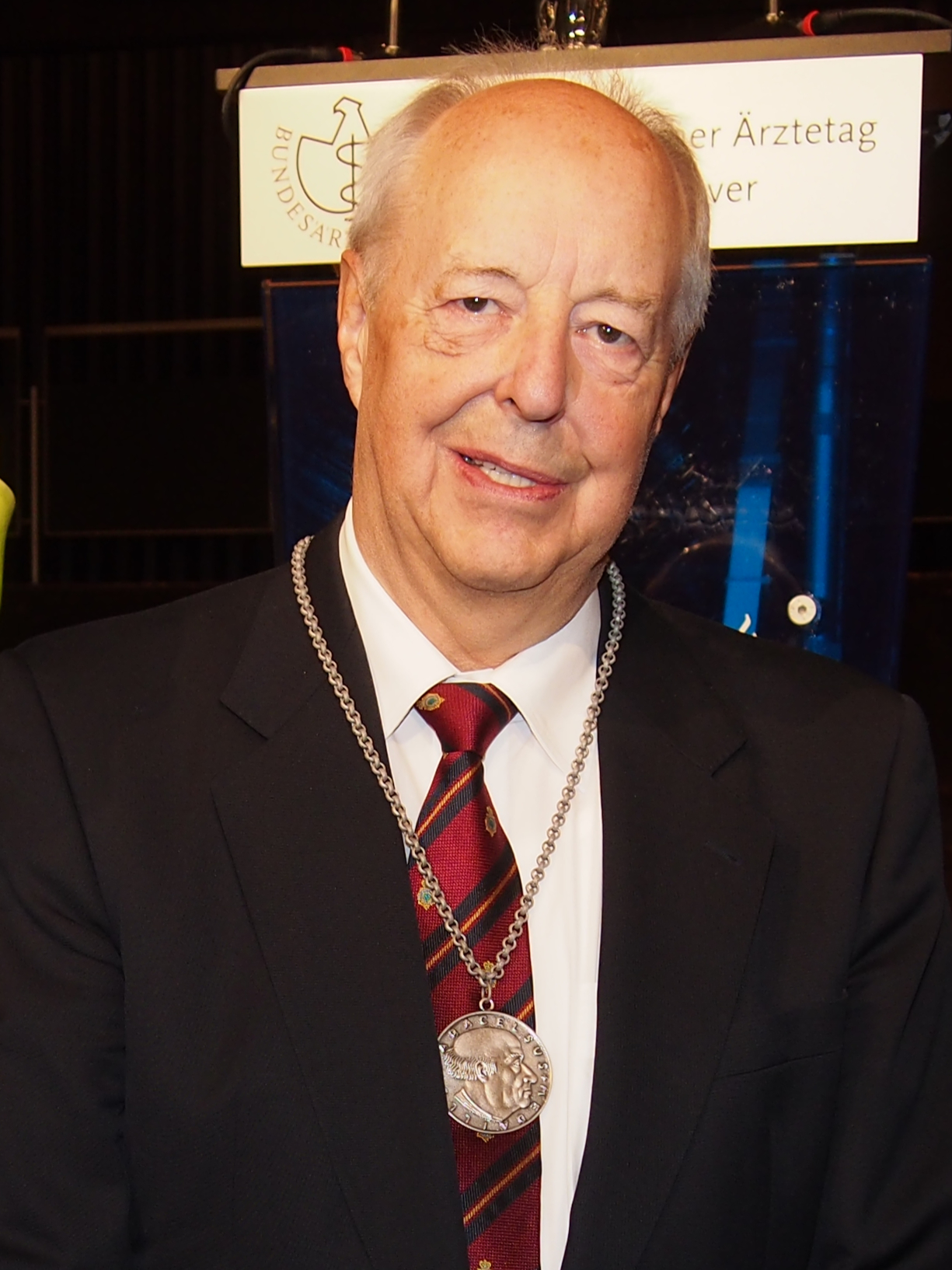
Hans-Joachim Woitowitz 2013 – Paracelsus-Medaille

Hans-Joachim Woitowitz (* 18. Oktober 1935 in Allenstein) ist ein deutscher Arbeitsmediziner, Sozialmediziner und Hochschullehrer.

## Leben und Wirken
Hans-Joachim Woitowitz wurde 1935 in Allenstein in Ostpreußen als zweites von vier Kindern der selbstständigen Kaufleute Hermann und Hildegard Woitowitz geboren. Nach der Flucht lebte die Familie zunächst in Sachsen, dann in Westfalen. Die Abiturprüfung absolvierte Woitowitz 1955 an der Friedrich-von-Bodelschwingh-Schule in Bethel bei Bielefeld. Danach studierte er Medizin in Marburg und in Köln, wo er 1960 erfolgreich sein Staatsexamen ablegte. Ein Jahr später wurde er zum Dr. med. promoviert. Seine Dissertation trägt den Titel „Über optische Phänomene bei der zyklothymen Depression“.
Seine Zeit als Medizinalassistent absolvierte er am Klinikum der Universität zu Köln. Nachdem er 1963 die ärztliche Approbation erhalten hatte, begann er in der dortigen Medizinischen Klinik eine internistische Weiterbildung bei Hugo Wilhelm Knipping und Rudolf Gross. 1965 folgte er Helmut Valentin, seinem wissenschaftlichen Lehrer, an das neu gegründete Institut für Arbeits- und Sozialmedizin an der Friedrich-Alexander-Universität Erlangen-Nürnberg. Als Oberassistent war er hier zuständig für die Poliklinik für Berufskrankheiten. 1969 erwarb er die Facharztanerkennung für Innere Medizin sowie die Zusatzbezeichnung Arbeitsmedizin.
1971 habilitierte er sich und wurde Privatdozent für die beiden Fächer Arbeitsmedizin und Sozialmedizin. Für seine Habilitation „Arbeitsmedizinisch-epidemiologische Untersuchungen zu den unmittelbaren Gesundheitsgefahren durch Asbest“ wurde er mit dem E. W. Baader-Preis ausgezeichnet.
1973 erhielt er den Ruf als ordentlicher Professor für Arbeitsmedizin, später Professor für Arbeits- und Sozialmedizin im Zentrum für Ökologie des Klinikums der Justus-Liebig-Universität Gießen. 1974 übernahm er dort die Leitung des Instituts und der Poliklinik für Arbeits- und Sozialmedizin, die er bis zu seiner Emeritierung 2004 ausübte.

## Ehrungen (Auswahl)
- 2013: Paracelsus-Medaille
- 2016: Bundesverdienstkreuz 1. Klasse

## Publikationen (Auswahl)
- Klaus Rödelsperger, Hans-Joachim Woitowitz: Asbeststaubgefährdung in Bremsendiensten. Arbeitsmedizinisch epidemiologische Untersuchungen über Asbestinhalationsfolgen bei Arbeitnehmern in Bremsendiensten nach langjähriger Exposition (= Schriftenreihe der Bundesanstalt für Arbeitsschutz. Nr. 631). Wirtschaftsverlag NW, Bremerhaven 1991, ISBN 3-89429-076-5.
- Hans-Joachim Woitowitz: Risiko- und Einflussfaktoren des diffusen malignen Mesothelioms (DMM) (= Schriftenreihe der Bundesanstalt für Arbeitsschutz. Nr. 698). Verlag für Neue Wissenschaft, Bremerhaven 1994, ISBN 3-89429-317-9.
- Silvia Schön, Hans-Joachim Woitowitz: Wir klagen an. Asbest und seine Opfer. Kellner, Bremen/Boston 2014, ISBN 978-3-95651-002-1.